# ABCラジオシティ
『ABCラジオシティ』（エービーシーラジオシティ）は朝日放送ラジオ（ABCラジオ）のラジオ番組。1988年10月 - 1990年9月まで放送。

## 概要
朝日放送ラジオ（ABCラジオ）は1988年10月、月曜日 - 金曜日 21時台から26時台までの時間帯を6時間ワイド番組とする大改編を実施。放送時間は月曜日 - 金曜日 21:15（1989年4月からは21:10）- 27:00。番組開始当初は「世の中 シティに向いている」のキャッチフレーズを掲げ、裏番組の『MBSヤングタウン』（MBSラジオ）と『OBCブンブンリクエスト』（ラジオ大阪）に対抗した。
番組をサポートする学生アルバイト集団「ADs（エーディーズ）」は一般公募を行って採用した。このADsは『ABCミュージックパラダイス』に受け継がれた。
当番組のADsをきっかけに業界入りしたのは『ABCアシッド映画館』館主で映画評論家の平野秀朗、『ABCミュージックパラダイス』『誠のサイキック青年団』『スレッドキングABC』などの番組を担当したフリーディレクターの山本正勝（yanto）がいる。
1989年10月改編で、放送時間を1時間30分（月曜日 - 金曜日 23:30 - 25:00）に縮小。それまでの約6時間の4分の1に削減した上で女性パーソナリティをメインとする構成にリニューアル。月曜日 - 金曜日 25:00 - 27:00は『スーパーギャング』（TBSラジオ）をネットした。
当番組のオープニング曲、エンディング曲はSUPER BADの『とんがれ』（アルバム『LOVE OR HATE』収録）。

## パーソナリティ

### 1988年10月 - 1989年9月
- 月曜日：萩原芳樹、峰見容子
- 火曜日：岡けん太・ゆう太、今里千加子、リード・ピーターソン（1988年10月 - 1989年5月）
- 水曜日：伊藤史隆（ABCアナウンサー）、非常階段
- 木曜日：三代澤康司（ABCアナウンサー(当時)）、久本雅美、麻生みどり
- 金曜日：芦沢誠（ABCアナウンサー）、ハイヒール・リンゴ、加藤誠

### 1989年10月 - 1990年9月
- 月曜日：小林千絵、宮根誠司（ABCアナウンサー(当時)、1989年10月 - 1990年3月）、加瀬征弘（ABCアナウンサー(当時)、1990年4月 - 9月）
- 火曜日：金子恵実、岡けん太
- 水曜日：ちわきまゆみ、竹内義和
- 木曜日：久本雅美、きんた・ミーノ
- 金曜日：ハイヒール・リンゴ、芦沢誠

## 主なコーナー

### 1988年10月 - 1989年9月
- クイズ ピコピコドン（月曜 - 金曜）
- ヤギのひと突きドン!（火曜）[6]
- コーク・ドラマ・シアター（火曜）[6]
- 皮膚呼吸ハガキ（火曜）[7]
- 突き抜けたい（水曜）
  - 「葉書が100枚 来たら 植木等をゲストに呼ぶ」ことを目標としたコーナーで、植木やハナ肇とクレージーキャッツの曲を掛けていた[8]。
- 金曜ダービー[9]
- めざせ8耐
  - 鈴鹿8時間耐久ロードレースに向けての情報コーナーで、6月～7月のレース大会期間中に放送[9]。1990年6月〜7月はつまみ枝豆をパーソナリティに『枝豆のめざせ8耐』として放送[10]。

### 1989年10月 - 1990年9月
- 腹よじれクイズ[11]
  - スーパーエンディング クイズ（月曜）[12]
  - ランキング クイズ（火曜）[12]
  - オタッカークイズ（水曜）[12]
  - 前フリをそこまで引っ張るかクイズ（木曜）[12]
  - 視聴率当てクイズ（金曜）[12]
- 千絵のハートカクテル倶楽部（月曜）
誰にでもあるような、美しい思い出を紹介[12]。
- いけないポッキンちゃん（月曜）
性の悩みを紹介。コーナータイトルはアメリカ映画『ポーキーズ』に由来[12]。
- 大声人間ギャートルズ（火曜）
火曜パーソナリティの金子の声量にリスナーが挑戦。ある一言をより長く言い切った方が勝ちで、勝者はADsの人間ルーレットに挑戦。ルーレットで出た数字が賞金となって授与される[12]。
- ちわきのサイコ・サイキック（水曜）
心霊、UFO、超能力などの超常現象、オカルトなどについて水曜パーソナリティのちわき、竹内がトーク[12]。
- ABCカルチャー（木曜）
カルチャーセンターの教室とテキストを独自に作成していたコーナー[12]。
- 8つの顔を持つマチャミ（木曜）
リスナーからの作りネタについての相談に木曜パーソナリティの久本らが答えていた[12]。